# Ryszard Hesse
Ryszard Rudolf Hesse (ur. 24 listopada 1897 w Mościskach, zm. 8 grudnia 1926 w Poznaniu) – porucznik obserwator Wojska Polskiego, kawaler Orderu Virtuti Militari.

## Życiorys

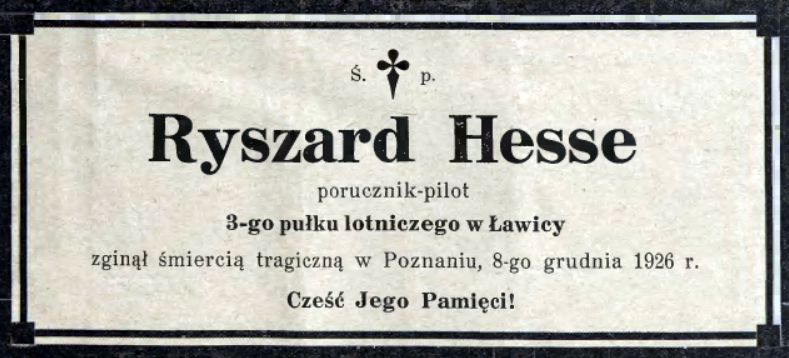
Nekrolog por. Ryszarda Hesse

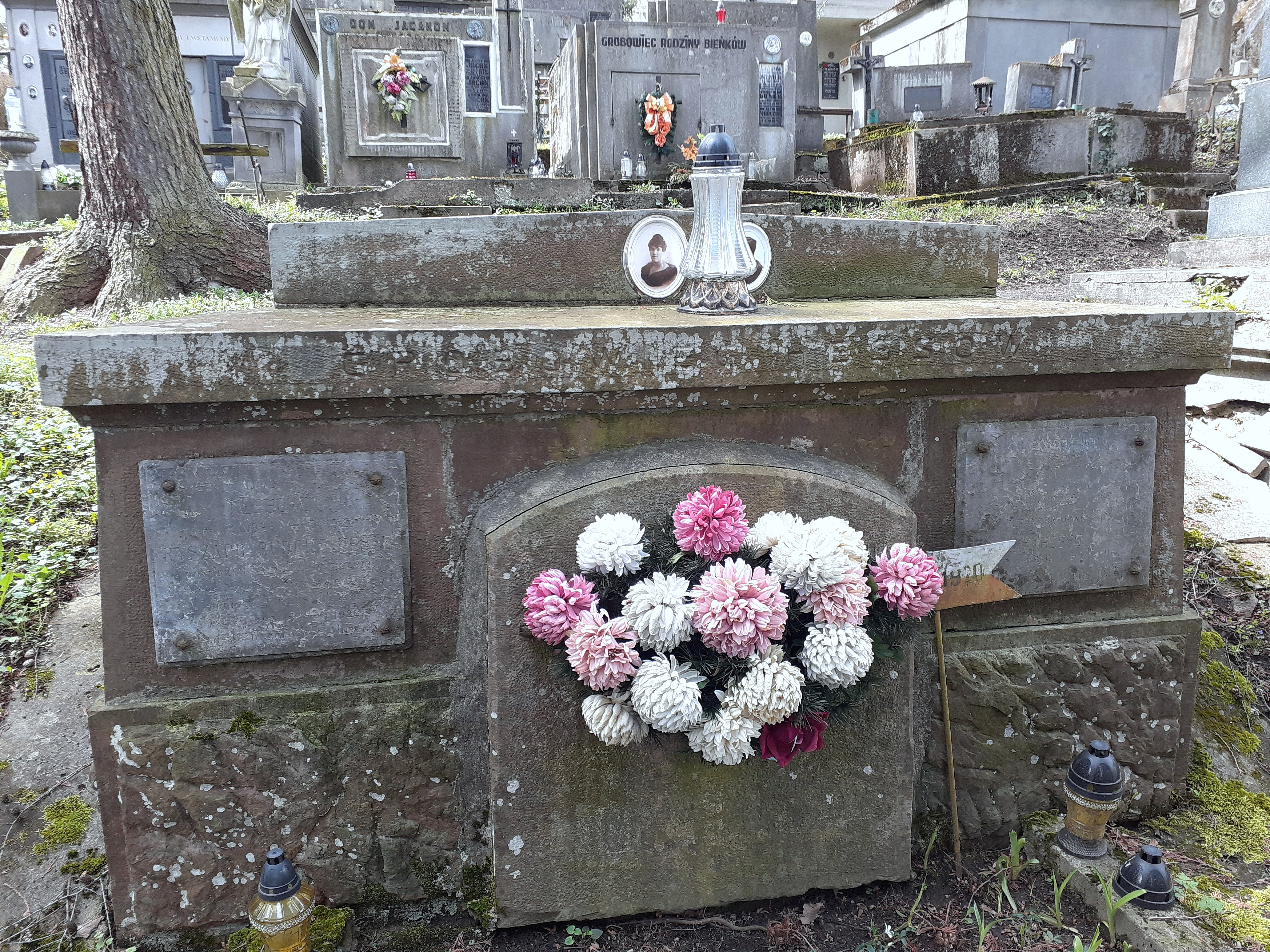
Grobowiec rodziny Hesse

Syn Ryszarda i Heleny. Po ukończeniu przemyskiego gimnazjum w 1913 roku wstąpił do szkoły kadetów, którą ukończył w 1917 r. Został wcielony do armii cesarskiej, otrzymał przydział do 45. pułku piechoty. W jego składzie walczył na froncie włoskim. 17 lipca 1918 roku został skierowany na kurs obserwatorów w Wiener Neustadt, po jego ukończeniu służył w kompanii balonowej.
1 listopada 1918 roku wstąpił do odrodzonego Wojska Polskiego. Jako wykwalifikowany obserwator otrzymał w połowie listopada przydział do 1 eskadry bojowej lotniczej w Krakowie, w grudniu został przeniesiony do II eskadry bojowej we Lwowie. W jej składzie wziął udział w wojnie polsko-bolszewickiej. Wyróżnił się podczas walk w obronie Lwowa, szczególnie 14 maja 1919 roku w rejonie Kulikowa.
5 sierpnia 1920 roku, w załodze z sierż. pil. Pawłem Tisslerem, przeprowadził dalekie rozpoznanie na trasie Brody–Baszarówka–Krzyże–Butyń–Bereźcami–Młynowce–Podleśce–Krzemieniec–Horynka–Krzywczyki–Wiśniowiec–Horynka–Roztoki–Krutniów–Podkamień–Wołochy–Lwów. Ich rozpoznanie wykazało obecność oddziałów nieprzyjaciela i pociągów pancernych.
W grudniu 1920 roku został przeniesiony 5. eskadry wywiadowczej w Przemyślu i w jej składzie walczył do zakończenia działań wojennych. W trakcie wojny polsko–bolszewickiej wykonał około 90 lotów bojowych, podczas których wykazał się wyjątkową odwagą, zwłaszcza podczas ataków z niskiego pułapu na oddziały Armii Czerwonej. 28 lutego 1921 został zatwierdzony z dniem 1 kwietnia 1920 w stopniu porucznika, w wojskach lotniczych, w grupie oficerów byłej armii austriacko-węgierskiej.
Po zakończeniu działań wojennych pozostał w Wojsku Polskim. 1 czerwca 1921 nadal pełnił służbę w 5. eskadrze lotniczej, a jego oddziałem macierzystym był 2 pułk lotniczy w Krakowie. Od 12 listopada 1921 roku służył w 3 pułku lotniczym w Poznaniu. 3 maja 1922 został zweryfikowany w stopniu porucznika ze starszeństwem z 1 czerwca 1919 i 94. lokatą w korpusie oficerów aeronaytycznych, a jego oddziałem macierzystym był nadal 2 pułk lotniczy.
Zginął 8 grudnia 1926 w Poznaniu. Został pochowany na cmentarzu Głównym w Przemyślu (kwatera RI, rząd 4, grób 7).

## Ordery i odznaczenia
Za swą służbę otrzymał odznaczenia:
- Krzyż Srebrny Orderu Wojskowego Virtuti Militari nr 8083 – 27 lipca 1922 roku[11],
- Krzyż Walecznych[12],
- Polowa Odznaka Obserwatora – pośmiertnie 11 listopada 1928 roku „za loty bojowe nad nieprzyjacielem w czasie wojny 1918-1920”[13].